# 安德里伊夫卡 (盧布尼區)
49°44′16″N 33°8′25″E / 49.73778°N 33.14028°E
安德里伊夫卡（烏克蘭語：Андріївка）是位於烏克蘭中部的村莊，由波爾塔瓦州盧布尼區的霍羅爾市鎮負責管轄。該村分別距離科祖比夫卡0.5公里和杜博韋1公里，海拔高度126米，2001年人口488。